# Thorolf Pedersen
Thorolf Frederik Paludan-Müller Pedersen, född den 1 maj 1859 i Köpenhamn, död den 8 april 1942 i Frederiksberg, var en dansk målare. Han var son till Vilhelm Pedersen och bror till Viggo Pedersen.
Pedersen studerade vid akademien, debuterade med figurtavlor, övergick så till mariner och väckte uppseende med den stiliserade målningen Brede sejl over Nordsø gaar (1895, Konstmuseet). Samma år blev Pedersen dekorationsmålare vid Kungliga teatern. Han uppgav dock aldrig marinmåleriet.